# Масами Ихара
Масами Ихара (јап. 井原 正巳; 18. септембар 1967) бивши је јапански фудбалер.

## Каријера
Током каријере је играо за Јокохама Маринос, Џубило Ивата, Урава Ред Дајмондс.

## Репрезентација
За репрезентацију Јапана дебитовао је 1988. године. Наступао је на Светском првенству (1998. године) и освојио је АФК азијски купа (1992. године) с јапанском селекцијом. За тај тим је одиграо 122 утакмице и постигао 5 голова.

## Статистика
| Јапан  | Јапан   | Јапан  |
| Година | Наступи | Голови |
| ------ | ------- | ------ |
| 1988.  | 5       | 0      |
| 1989.  | 11      | 0      |
| 1990.  | 6       | 0      |
| 1991.  | 2       | 0      |
| 1992.  | 11      | 0      |
| 1993.  | 15      | 2      |
| 1994.  | 9       | 1      |
| 1995.  | 16      | 1      |
| 1996.  | 13      | 0      |
| 1997.  | 21      | 1      |
| 1998.  | 10      | 0      |
| 1999.  | 3       | 0      |
| Укупно | 122     | 5      |

## Трофеји

### Клуб
- Џеј лига (1): 1995.
- Лига Куп Јапана (2): 1991/92., 1992.

### Јапан
- Азијски куп (1): 1992.